# Abdelkrim Bira
Abdelkrim Bira (en arabe : عبد الكريم بيرة), né le 16 février 1963 en Algérie, est un entraîneur algérien.

## Biographie
Abdelkrim Bira entraîne plusieurs équipes en Algérie et en dehors du pays dont, le WA Tlemcen, à deux reprises, tout d'abord de 2002 à 2003, puis de 2006 à 2007, l'ES Sétif, la JSM Béjaïa, le MC El Eulma et bien d'autres clubs.
En 2017 il devient directeur sportif de l'USM Alger.